# Йоа (месторождение)
Йоа (норв. Gjøa) — нефтегазоконденсатное месторождение в Норвегии. Расположено в Северном море в 45 км от западного побережья Норвегии. Открыто в 1989 году.
Запасы месторождения Йоа оцениваются в 83 млн барр. нефти и конденсата и 40 млрд м³ газа.
Партнеры по освоению месторождения: Engie (30 %), Petoro (30 %), Statoil (20 %), SA OKEA (12 %) и RWE (8 %). Во время освоения месторождения операторские функции выполняет компания Statoil. В сентябре 2010 года роль оператора по добыче углеводородов перейдет к компании GDF Suez.